# Parachanda
Parachanda là một chi bướm đêm thuộc phân họ Olethreutinae trong họ Tortricidae.

## Các loài
- Parachanda phantastis Meyrick, 1927
- Parachanda polycosma Meyrick, 1930